# Liga Boliviana de Fútbol Sala 2018
La Libofutsal o Liga Boliviana de Fútbol Sala 2018 es la tercera versión de la Liga Nacional de Fútbol de salón de Bolivia organizada por la FEBOLFUSA (Federación Boliviana de Fútbol Sala).

## Equipos participantes

#### Temporada 2018
A última hora se decidió que el representante orureño Deportivo Cobbel no sería parte de esta versión y fue reemplazado por Fantasmas Morales Moralitos
| Equipo                                         | Ciudad         | Temp | Coliseo                    | Capacidad |
| ---------------------------------------------- | -------------- | ---- | -------------------------- | --------- |
| Proyecto Latin (La Paz)                        | La Paz         | 3    | Julio Borelli Viteritto    | 7.500     |
| Wolf Sport (La Paz)                            | La Paz         | 2    | Julio Borelli Viteritto    | 7.500     |
| Cooperativa Rural de Electricidad (Santa Cruz) | Santa Cruz     | 3    | Jhon Pictor                | -         |
| San José de Chiquitos (Santa Cruz)             | Santa Cruz     | 3    | Jhon Pictor                | -         |
| Universitario (Sucre)                          | Chuquisaca     | 2    | Jorge Revilla              | -         |
| Lizondo (Sucre)                                | Chuquisaca     | 2    | Jorge Revilla              | -         |
| Nantes O.S. (Tarija)                           | Tarija         | 3    | Luis Parra La Pampa        | 2.000 -   |
| Club Deportivo Prensa (Tarija) (Yacuiba)       | Tarija Yacuiba | 1    | Municipal Yacuiba          | -         |
| C.D. Víctor Muriel (Cochabamba)                | Cochabamba     | 3    | Univalle Evo Morales       | - 12.000  |
| Deportivo Concepción (Potosí)                  | Potosí         | 3    | Ciudad de Potosí San Pedro | 10.000 -  |
| Joyas Sport (Pando)                            | Pando          | 1    | Alfredo Huary              | -         |
| Fantasmas Morales Moralitos (Oruro)            | Oruro          | 1    | Eduardo Leclere Polo       | -         |

- Datos desde la temporada 2018

## Fase de grupos
Los equipos se dividen en 2 grupos de 6 equipos agrupados según su ubicación geográfica. Los equipos jugarán una fecha de todos contra todos a una vuelta. 
Los dos grupos están divididos de la siguiente manera:

#### Grupo A
| Pos. | Equipos                       | PJ | PG | PE | PP | GF | GC | Dif. | Pts. |
| ---- | ----------------------------- | -- | -- | -- | -- | -- | -- | ---- | ---- |
| 1.   | Proyecto Latin (La Paz)       | 10 | 10 | 0  | 0  | 69 | 32 | +37  | 30   |
| 2.   | Lizondo (Sucre)               | 10 | 5  | 2  | 3  | 63 | 55 | +8   | 17   |
| 3.   | Fantasmas Morales M. (Oruro)  | 10 | 4  | 2  | 4  | 53 | 65 | -12  | 14   |
| 4.   | Nantes (Tarija)               | 10 | 4  | 0  | 6  | 51 | 54 | -3   | 12   |
| 5.   | Universitario (Sucre)         | 10 | 2  | 3  | 5  | 41 | 50 | -9   | 9    |
| 6.   | Deportivo Concepción (Potosí) | 10 | 0  | 3  | 7  | 41 | 62 | -21  | 3    |

- Actualizado 18/10/2018 - 21:14

|  |                                      |
|  | Clasificados a los cuartos de final. |
|  | Eliminados.                          |

| Deportivo Concepción | 5 - 5 | Fantasmas Morales M. | San Pedro Potosí               | 6 de julio | 20:00 | Sin transmisión |
| Proyecto Latin       | 6 - 3 | Nantes O.S.          | Julio Borelli Viteritto La Paz | 6 de julio | 21:00 | Sin transmisión |
| Lizondo              | 5 - 5 | Universitario        | Jorge Revilla Sucre            | 6 de julio | 20:30 | Sin transmisión |

| Nantes O.S.          | 5 - 8 | Lizondo        | La Pampa Tarija            | 13 de julio | 20:30 | Sin transmisión |
| Fantasmas Morales M. | 9 - 6 | Universitario  | Eduardo Leclere Polo Oruro | 13 de julio | 20:30 | Sin transmisión |
| Deportivo Concepción | 3 - 5 | Proyecto Latín | Ciudad de Potosí Potosí    | 13 de julio | 20:00 | Sin transmisión |

| Lizondo              | 6 - 6 | Deportivo Concepción | Jorge Revilla Sucre        | 20 de julio | 20:30 | Sin transmisión |
| Fantasmas Morales M. | 2 - 5 | Proyecto Latín       | Eduardo Leclere Polo Oruro | 20 de julio | 20:30 | Sin transmisión |
| Universitario        | 6 - 3 | Nantes O.S.          | Jorge Revilla Sucre        | 21 de julio | 20:00 | Sin transmisión |

| Deportivo Concepción | 3 - 3  | Universitario        | Ciudad de Potosí Potosí        | 27 de julio | 20:00 | Sin transmisión |
| Nantes O.S.          | 5 - 8  | Fantasmas Morales M. | Luis Parra Tarija              | 27 de julio | 21:00 | Sin transmisión |
| Proyecto Latín       | 11 - 7 | Lizondo              | Julio Borelli Viteritto La Paz | 27 de julio | 21:10 | Sin transmisión |

| Fantasmas Morales M. | 5 - 13 | Lizondo              | Eduardo Leclere Polo Oruro | 10 de agosto | 20:30 | Sin transmisión |
| Nantes O.S.          | 9 - 7  | Deportivo Concepción | Luis Parra Tarija          | 10 de agosto | 21:00 | Sin transmisión |
| Universitario        | 1 - 4  | Proyecto Latín       | Jorge Revilla Sucre        | 10 de agosto | 20:30 | Sin transmisión |

| Fantasmas Morales M. | 8 - 7 | Deportivo Concepción | Eduardo Leclere Polo Oruro | 17 de agosto | 20:30 | Sin transmisión |
| Nantes O.S.          | 2 - 3 | Proyecto Latín       | Luis Parra Tarija          | 17 de agosto | 21:00 | Sin transmisión |
| Universitario        | 5 - 6 | Lizondo              | Jorge Revilla Sucre        | 17 de agosto | 20:30 | Sin transmisión |

| Universitario  | 4 - 4 | Fantasmas Morales M. | Jorge Revilla Sucre             | 19:30 |  | Sin transmisión |
| Lizondo        | 4 - 7 | Nantes O.S.          | Jorge Revilla Sucre             | 21:00 |  | Sin transmisión |
| Proyecto Latín | 9 - 4 | Deportivo Concepción | Julio Borelli Vitteritto La Paz | 20:30 |  | Sin transmisión |

| Deportivo Concepción | 3 - 5  | Lizondo              | San Pedro Potosí               | 7 de septiembre | 20:00 | Sin transmisión |
| Proyecto Latín       | 10 - 3 | Fantasmas Morales M. | Julio Borelli Viteritto La Paz | 7 de septiembre | 21:00 | Sin transmisión |
| Nantes O.S.          | 5 - 3  | Universitario        | Luis Parra Tarija              | 7 de septiembre | 21:00 | Sin transmisión |

| Universitario        | 4 - 1 | Deportivo Concepción | Jorge Revilla Sucre        | 28 de septiembre | 19:30 | Sin transmisión |
| Lizondo              | 3 - 6 | Proyecto Latin       | Jorge Revilla Sucre        | 28 de septiembre | 21:00 | Sin transmisión |
| Fantasmas Morales M. | 7 - 4 | Nantes               | Eduardo Leclere Polo Oruro | 28 de septiembre | 20:30 | Sin transmisión |

| Lizondo              | 6 - 2  | Fantasmas Morales M. | Jorge Revilla Sucre            | 12 de octubre | 20:30 | Sin transmisión |
| Deportivo Concecpión | 2 - 8  | Nantes               | San Pedro Potosí               | 12 de octubre | 20:00 | Sin transmisión |
| Proyecto Latin       | 10 - 4 | Universitario        | Julio Borelli Viteritto La Paz | 13 de octubre | 20:00 | Sin transmisión |

#### Grupo B
| Pos. | Equipos                            | PJ | PG | PE | PP | GF | GC | Dif. | Pts. |
| ---- | ---------------------------------- | -- | -- | -- | -- | -- | -- | ---- | ---- |
| 1.   | Víctor Muriel (Cochabamba)         | 10 | 7  | 1  | 2  | 40 | 23 | +17  | 22   |
| 2.   | Joyas Sport (Pando)                | 10 | 6  | 2  | 2  | 43 | 26 | +17  | 20   |
| 3.   | Wolf Sport (La Paz)                | 10 | 5  | 2  | 3  | 48 | 44 | +4   | 17   |
| 4.   | CRE (Santa Cruz)                   | 10 | 4  | 2  | 4  | 39 | 31 | +8   | 14   |
| 5.   | Deportivo Prensa (Tarija)          | 10 | 1  | 3  | 6  | 32 | 46 | -14  | 6    |
| 6.   | San José de Chiquitos (Santa Cruz) | 10 | 1  | 2  | 7  | 22 | 54 | -32  | 5    |

- Actualizado 18/10/2018 - 21:18

|  |                                      |
|  | Clasificados a los cuartos de final. |
|  | Eliminados.                          |

| Joyas Sport        | 4 - 2 | San José de Chiquitos | Alfredo Huary Pando    | 7 de julio | 20:30 | Sin transmisión |
| CRE                | 3 - 1 | C.D. Prensa           | Jhon Pictor Santa Cruz | 6 de julio | 20:30 | Sin transmisión |
| C.D. Víctor Muriel | 3 - 2 | Wolf Sport            | Univalle Cochabamba    | 7 de julio | 19:30 | Sin transmisión |

| San José de Chiquitos | 0 - 7 | CRE         | Jhon Pictor Blanco Santa Cruz  | 13 de julio | 21:00 | Sin transmisión |
| Wolf Sport            | 8 - 6 | C.D. Prensa | Julio Borelli Viteritto La Paz | 14 de julio | 19:30 | Sin transmisión |
| C.D. Víctor Muriel    | 4 - 3 | Joyas Sport | Univalle Cochabamba            | 14 de julio | 20:00 | Sin transmisión |

| CRE         | 5 - 4 | C.D. Víctor Muriel    | Jhon Pictor Blanco Santa Cruz     | 20 de julio | 21:00 | Sin transmisión |
| Joyas Sport | 8 - 1 | Wolf Sport            | Alfredo Huary Pando               | 20 de julio | 20:30 | Sin transmisión |
| C.D. Prensa | 3 - 3 | San José de Chiquitos | Municipal Yacuiba Yacuiba, Tarija | 20 de julio | 20:30 | Sin transmisión |

| Wolf Sport         | 8 - 5 | San José de Chiquitos | Julio Borelli Viteritto La Paz | 27 de julio | 19:45 | Sin transmisión |
| Joyas Sport        | 3 - 3 | CRE                   | Alfredo Huary Pando            | 27 de julio | 20:30 | Sin transmisión |
| C.D. Víctor Muriel | 7 - 2 | C.D. Prensa           | Univalle Cochabamba            | 28 de julio | 19:30 | Sin transmisión |

| San José de Chiquitos | 1 - 2 | C.D. Víctor Muriel | Jhon Pictor Blanco Santa Cruz     | 10 de agosto | 19:30 | Sin transmisión |
| CRE                   | 3 - 3 | Wolf Sport         | Jhon Pictor Blanco Santa Cruz     | 10 de agosto | 21:00 | Sin transmisión |
| C.D. Prensa           | 1 - 2 | Joyas Sport        | Municipal Yacuiba Yacuiba, Tarija | 10 de agosto | 20:30 | Sin transmisión |

| San José de Chiquitos | 2 - 8 | Joyas Sport        | Jhon Pictor Blanco Santa Cruz     | 18 de agosto | 21:00 | Sin transmisión |
| C.D. Prensa           | 6 - 5 | CRE                | Municipal Yacuiba Yacuiba, Tarija | 17 de agosto | 20:30 | Sin transmisión |
| Wolf Sport            | 6 - 4 | C.D. Víctor Muriel | Julio Borelli Vitteritto La Paz   | 17 de agosto | 20:30 | Sin transmisión |

| CRE         | 6 - 0 | San José de Chiquitos | Jhon Pictor Blanco Santa Cruz     | 24 de agosto | 21:00 | Sin transmisión |
| C.D. Prensa | 3 - 3 | Wolf Sport            | Municipal Yacuiba Yacuiba, Tarija | 24 de agosto | 20:30 | Sin transmisión |
| Joyas Sport | 1 - 1 | C.D. Víctor Muriel    | Alfredo Huary Pando               | 24 de agosto | 20:30 | Sin transmisión |

| Wolf Sport            | 6 - 3 | Joyas Sport | Julio Borelli Viteritto La Paz | 7 de septiembre | 20:30 | Sin transmisión |
| San José de Chiquitos | 4 - 4 | C.D. Prensa | Jhon Pictor Blanco Santa Cruz  | 7 de septiembre | 21:00 | Sin transmisión |
| C.D. Víctor Muriel    | 3 - 2 | CRE         | Evo Morales Cochabamba         | 7 de septiembre | 20:30 | Sin transmisión |

| San José de Chiquitos | 5 - 4 | Wolf Sport         | Jhon Pictor Blanco Santa Cruz     | 28 de septiembre | 19;30 | Sin transmisión |
| CRE                   | 1 - 4 | Joyas Sport        | Jhon Pictor Blanco Santa Cruz     | 28 de septiembre | 21:00 | Sin transmisión |
| C.D. Prensa           | 1 - 4 | C.D. Víctor Muriel | Municipal Yacuiba Yacuiba, Tarija | 28 de septiembre |       | Sin transmisión |

| Wolf Sport         | 7 - 4 | CRE                   | Julio Borelli Viteritto La Paz | 12 de octubre | 20.30 | Sin transmisión |
| Joyas Sport        | 7 - 5 | C.D. Prensa           | Alfredo Huary Pando            | 12 de octubre | 20.30 | Sin transmisión |
| C.D. Víctor Muriel | 8 - 0 | San José de Chiquitos | Evo Morales Cochabamba         | 13 de octubre | 19:30 | Sin transmisión |

## Fase final
Avanzan desde esta fase el ganador de dos juegos, en caso de empates en uno de los juegos se jugarán 10 minutos de tiempo extra y de seguir del empate se definirá por penales.

## Cuadro
|  | Cuartos de final                | Cuartos de final                | Cuartos de final                | Cuartos de final                |   |    | Semifinales                       | Semifinales                       | Semifinales                       | Semifinales                       |  |    | Final                            | Final                            | Final                            | Final                            |  |
|  | 26 de octubre - 16 de noviembre | 26 de octubre - 16 de noviembre | 26 de octubre - 16 de noviembre | 26 de octubre - 16 de noviembre |   |    | 17 de noviembre - 30 de noviembre | 17 de noviembre - 30 de noviembre | 17 de noviembre - 30 de noviembre | 17 de noviembre - 30 de noviembre |  |    | 7 de diciembre - 15 de diciembre | 7 de diciembre - 15 de diciembre | 7 de diciembre - 15 de diciembre | 7 de diciembre - 15 de diciembre |  |
|  |                                 |                                 |                                 |                                 |   |    |                                   |                                   |                                   |                                   |  |    |                                  |                                  |                                  |                                  |  |
|  |                                 |                                 |                                 |                                 |   |    |                                   |                                   |                                   |                                   |  |    |                                  |                                  |                                  |                                  |  |
|  | 2A                              | Lizondo                         | 2                               | 4                               |   |    |                                   |                                   |                                   |                                   |  |    |                                  |                                  |                                  |                                  |  |
|  | 2A                              | Lizondo                         | 2                               | 4                               |   |    |                                   |                                   |                                   |                                   |  |    |                                  |                                  |                                  |                                  |  |
|  | 3B                              | Wolf Sport                      | 2                               | 10                              |   |    |                                   |                                   |                                   |                                   |  |    |                                  |                                  |                                  |                                  |  |
|  | 3B                              | Wolf Sport                      | 2                               | 10                              |   | 3B | Wolf Sport                        | 4                                 | 7                                 |                                   |  |    |                                  |                                  |                                  |                                  |  |
|  |                                 |                                 |                                 |                                 |   | 3B | Wolf Sport                        | 4                                 | 7                                 |                                   |  |    |                                  |                                  |                                  |                                  |  |
|  |                                 |                                 | 4A                              | Nantes                          | 4 | 4  |                                   |                                   |                                   |                                   |  |    |                                  |                                  |                                  |                                  |  |
|  | 1B                              | Victor Muriel                   | 4A                              | Nantes                          | 4 | 4  | 4                                 | 5 (3)                             |                                   |                                   |  |    |                                  |                                  |                                  |                                  |  |
|  | 1B                              | Victor Muriel                   |                                 |                                 |   |    |                                   |                                   |                                   |                                   |  |    |                                  |                                  |                                  |                                  |  |
|  | 4A                              | Nantes (p.)                     | 5                               | 1 (4)                           |   |    |                                   |                                   |                                   |                                   |  |    |                                  |                                  |                                  |                                  |  |
|  | 4A                              | Nantes (p.)                     | 5                               | 1 (4)                           |   |    |                                   |                                   |                                   |                                   |  | 3B | Wolf Sport                       | 2                                | 5                                |                                  |  |
|  |                                 |                                 |                                 |                                 |   |    |                                   |                                   |                                   |                                   |  | 3B | Wolf Sport                       | 2                                | 5                                |                                  |  |
|  |                                 |                                 | 1A                              | Proyecto Latin                  | 2 | 9  |                                   |                                   |                                   |                                   |  |    |                                  |                                  |                                  |                                  |  |
|  | 1A                              | Proyecto Latin                  | 1A                              | Proyecto Latin                  | 2 | 9  | 4                                 | 5                                 |                                   |                                   |  |    |                                  |                                  |                                  |                                  |  |
|  | 1A                              | Proyecto Latin                  |                                 |                                 |   |    |                                   |                                   |                                   |                                   |  |    |                                  |                                  |                                  |                                  |  |
|  | 4B                              | CRE                             | 0                               | 2                               |   |    |                                   |                                   |                                   |                                   |  |    |                                  |                                  |                                  |                                  |  |
|  | 4B                              | CRE                             | 0                               | 2                               |   | 1A | Proyecto Latin (t.s.)             | 2                                 | 5                                 |                                   |  |    |                                  |                                  |                                  |                                  |  |
|  |                                 |                                 |                                 |                                 |   | 1A | Proyecto Latin (t.s.)             | 2                                 | 5                                 |                                   |  |    |                                  |                                  |                                  |                                  |  |
|  |                                 |                                 | 2B                              | Joyas Sport                     | 5 | 2  |                                   |                                   |                                   |                                   |  |    |                                  |                                  |                                  |                                  |  |
|  | 2B                              | Joyas Sport                     | 2B                              | Joyas Sport                     | 5 | 2  | 10                                | 8                                 |                                   |                                   |  |    |                                  |                                  |                                  |                                  |  |
|  | 2B                              | Joyas Sport                     |                                 |                                 |   |    |                                   |                                   |                                   |                                   |  |    |                                  |                                  |                                  |                                  |  |
|  | 3A                              | Fantasmas M. M.                 | 10                              | 4                               |   |    |                                   |                                   |                                   |                                   |  |    |                                  |                                  |                                  |                                  |  |
|  | 3A                              | Fantasmas M. M.                 | 10                              | 4                               |   |    |                                   |                                   |                                   |                                   |  |    |                                  |                                  |                                  |                                  |  |
|  |                                 |                                 |                                 |                                 |   |    |                                   |                                   |                                   |                                   |  |    |                                  |                                  |                                  |                                  |  |

- Nota: En cada llave, el equipo que figura en la parte superior de la llave ejerce la localía en el partido de vuelta.

## Cuartos de final
LIZONDO vs WOLF SPORT
| 26 de octubre, 20:30 | Wolf Sport                    | 2–2     | Lizondo    | Julio Borelli Viteritto, La Paz |  |
|                      | Ivan Quisbert · Jorge Guillén | Reporte | Alan Valda |                                 |  |

| 9 de noviembre, 21:00 | Lizondo                                         | 4–10    | Wolf Sport                                                                            | Jorge Revilla Aldana, Sucre |  |
|                       | Alan Valda · Javier Carmona · Richard Chavarría | Reporte | Alejandro Fernández · Jesús Gualdrón · Ciro Luján · Israel Montaño · Salomón Enríquez |                             |  |

VICTOR MURIEL vs NANTES
| 26 de octubre, 21:00 | Nantes                                                             | 5–4     | Victor Muriel                               | Luis Parra, Tarija |  |
|                      | Ricky Vásquez · Gonzalo Palacios · Yerko Fernández · Gonzalo Muñoz | Reporte | Omar Gonzáles · Romario Torrez · José Parra |                    |  |

| 10 de noviembre, 20:30 | Victor Muriel                                                  | 5–1 (0–0) (t. s.)(3–4 p.)  | Nantes                                                          | Coliseo Victor Muriel, Cochabamba |  |
|                        | Edson Perez · Leonardo Rojas · Dalua Gonzales · David Espinoza | Reporte                    | Henry Huanca                                                    |                                   |  |
|                        |                                                                | Tiros desde el punto penal |                                                                 |                                   |  |
|                        | David Espinoza · José Parra · Micky Padilla · Juan Jiménez     |                            | Ricky Vásquez · Gonzalo Muñoz · Gonzalo Palacios · Henry Huanca |                                   |  |

PROYECTO LATIN vs CRE
| 26 de octubre, 21:00 | CRE | 0–4     | Proyecto Latin                                             | Jhon Pictor Blanco, Santa Cruz |  |
|                      |     | Reporte | Franco Serrudo · Mauricio Portocarrero · Juan Carlos Huisa |                                |  |

| 9 de noviembre, 20:30 | Proyecto Latin                                                            | 5–2     | CRE                      | Julio Borelli Viteritto, La Paz |  |
|                       | Juan Carlos Huisa · Javier Pinto · Franco Serrudo · Mauricio Portocarrero | Reporte | Alejandro Paz · Dovalier |                                 |  |

JOYAS SPORT vs FANTASMAS MORALES 
| 27 de octubre, 20:30 | Fantasmas Morales Moralitos                                                                                       | 10–10   | Joyas Sport | Eduardo Leclere Polo, Oruro         |                                     |
|                      | Jesús Saavedra 23' 25' 34' 37' · Luis Ahinque 12' 28' 39' · Denis Copa 12' · Greddy Grajeda 22' · Kevin Magne 26' | Reporte | 12' 16' 22' 28' 32' Daniego de Matos · 22' 25' Luis Telleria · 5' Francisco de Souza · 38' Gilvane Da Silva · 39' Anglo Guaqui | Árbitro(s): Edwin Carvajal (La Paz) | Árbitro(s): Edwin Carvajal (La Paz) |

| 16 de noviembre, 20:30 | Joyas Sport                                                                                       | 8–4     | Fantasmas Morales M.      | Alfredo Huary, Pando |  |
|                        | Luis Tellería · Lucas Souza · Jehanamed Castedo · Angelo Guaqui · Francisco William · Toni Serato | Reporte | Luis Ahinque · Denis Copa |                      |  |

## Semifinales
WOLF SPORT vs NANTES
| 17 de noviembre de 2018 | Nantes                                              | 4–4     | Wolf Sport     | Luis Parra, Tarija |  |
|                         | Yerko Fernández · Gonzalo Palacios · Enrique Vargas | Reporte | Jesús Gualdrón |                    |  |

| 23 de noviembre, 20:30 | Wolf Sport                                                    | 7–4     | Nantes                                                            | Julio Borelli Viteritto, La Paz |  |
|                        | Jesús Gualdrón · Andrés Choque · Jorge Guillén · Brandon Nina | Reporte | Alejandro Muñoz · Jorge Carvallo · Henry Huanca · Yerko Fernández |                                 |  |

PROYECTO LATIN vs JOYAS SPORT
| 23 de noviembre, 20:30 | Joyas Sport                                            | 5–2     | Proyecto Latin  | Alfredo Huary, Pando |  |
|                        | William De Souza · Gilvane Da Silva · Daniego de Matos | Reporte | Ramiro Mendivil |                      |  |

| 30 de noviembre, 20:30 | Proyecto Latin                | 5–2 (1–0) (t. s.) | Joyas Sport                       | Julio Borelli Viteritto, La Paz |  |
|                        | Javier Pinto · Franco Serrudo | Reporte           | Luis Tellería · Jehanamed Castedo |                                 |  |

## Finales
WOLF SPORT vs PROYECTO LATIN
| 7 de diciembre de 2018, 20:30 | Proyecto Latin                 | 2–2     | Wolf Sport                          | Julio Borelli Viteritto, La Paz |  |
|                               | Alvin Bendezu · Franco Serrudo | Reporte | Andrés Choque · Alejandro Fernandez |                                 |  |

| 14 de diciembre de 2018, 20:30 | Wolf Sport                                                         | 5–9     | Proyecto Latin                                                                                     | Julio Borelli Viteritto, La Paz |  |
|                                | Alejandro Fernandez 11' 18' · Andrés Choque 8' · Juan Quisbert 37' | Reporte | 5' 10' Mauricio Portocarrero · 17' Juan Ruiz · 20' Javier Pinto · 17' Alvin Bendezu · Luis Herrera |                                 |  |

PROYECTO LATÍN CAMPEÓN
PRIMER TÍTULO

## Liguilla de Descenso
En primera instancia se iban a disputar 2 fases para definir al equipo descendido y al club que disputaría el ascenso-descenso, sin embargo se modificó el reglamento por el ascenso que se daría a 2 clubes para la gestión 2019.

### Ronda 1
UNIVERSITARIO vs SAN JOSÉ DE CHIQUITOS
| 26 de octubre, 19:30 | San José de Chiquitos | 5–4 (*–*) | Universitario | Jhon Pictor Blanco, Santa Cruz |  |

| 9 de noviembre, 19:15 | Universitario | 11–5 (6–2) | San José de Chiquitos | Jorge Revilla Aldana, Sucre |  |

PRENSA vs DEPORTIVO CONCEPCIÓN
| 26 de octubre, 20:00 | Deportivo Concepción | (*:*) | CD Prensa | San Pedro, Potosí |  |

| 9 de noviembre, 20:30 | CD Prensa | 11–3 (2–2) (8–9 p.)        | Deportivo Concepción | Municipal Yacuiba, Yacuiba, Tarija |  |
|                       |           | Reporte                    |                      |                                    |  |
|                       |           | Tiros desde el punto penal |                      |                                    |  |
|                       | 8         |                            | 9                    |                                    |  |

### Ascenso-Descenso Indirecto
UNIVERSITARIO vs DEPORTIVO CONCEPCIÓN
| 16 de noviembre, 20:00 | Deportivo Concepción | 1–4     | Universitario    | Villa de los Niños, Potosí |  |
|                        | Miguel Oruro         | Reporte | Ramiro Hernández |                            |  |

| 30 de noviembre | Universitario | 3–7 (1–1) (t. s.)(0–2 p.)  | Deportivo Concepción | Jorge Revilla Aldana, Sucre |  |
|                 |               | Tiros desde el punto penal |                      |                             |  |
|                 | 0             |                            | 2                    |                             |  |

### Descenso Directo
El perdedor de esta llave descendería directamente, y el ganador se enfrentaría con el subcampeón de la Dimafusa 2019 para el ascenso-descenso indirecto 2019.
CD PRENSA vs SAN JOSÉ DE CHIQUITOS
| 23 de noviembre, 21:00 | San José de Chiquitos | 4–3     | CD Prensa |  |  |
|                        |                       | Reporte |           |  |  |

| 7 de diciembre, 20:30 | CD Prensa | 3–9 | San José de Chiquitos |  |  |

## Cronología
| Predecesor: Libofutsal 2017 | Libofutsal 2018 | Sucesor: Libofutsal 2019 |

- Datos: Q60825486